# Norra Avskaken
Norra Avskaken är en sjö i Mora kommun i Dalarna och ingår i Dalälvens huvudavrinningsområde. Sjön har en area på 0,355 kvadratkilometer och ligger 394,1 meter över havet. Sjön avvattnas av vattendraget  Avskakbäcken. Vid provfiske har abborre, gädda och mört fångats i sjön.

## Delavrinningsområde
Norra Avskaken ingår i det delavrinningsområde (676357-141295) som SMHI kallar för Mynnar i Hemulån. Medelhöjden är 413 meter över havet och ytan är 7,1 kvadratkilometer. Det finns inga avrinningsområden uppströms utan avrinningsområdet är högsta punkten.  Avskakbäcken som avvattnar avrinningsområdet har biflödesordning 3, vilket innebär att vattnet flödar genom totalt 3 vattendrag innan det når havet efter 341 kilometer. Avrinningsområdet består mestadels av skog (64 procent) och sankmarker (25 procent). Avrinningsområdet har 0,36 kvadratkilometer vattenytor vilket ger det en sjöprocent på 5 procent.